# Proveniens (biologi)
Denne side handler om begrebets anvendelse inden for biologi. For beskrivelse af begrebets anvendelse i forbindelse med kunst- og kulturhistoriske genstande, se Proveniens (museumsgenstande).
Proveniens (af latin: pro-venire = komme fra, stamme fra) betegner inden for biologien den bevoksning, en bestemt plante (eller dennes frø) kommer fra. Man bruger også følgende andre betegnelser om det samme: herkomst, frøkilde, økotype.

## Bedste provenienser
Ofte vil man anbefale lokale provenienser, altså f.eks. danske provenienser til brug i Danmark. Det sker ikke af lokalpatriotiske grunde, men fordi de lokale nicheforhold har medført en udvælgelse i populationens arvemasse, som gør de overlevende individer bedst egnede til forholdene på stedet. Særligt er tilpasningen til løvspring og løvfald et problem. Hos tjørn er tilpasningen vistnok ikke genetisk men skyldes en besked fra moderplanten til frøet.
Også blandt eksotiske arter kan egenskaberne hos de enkelte populationer være så forskellige, at proveniensvalget er afgørende for kvaliteten af plantematerialet. Som et eksempel kan det nævnes, at proveniensen "Tlugi, Ambrolauri" fra Georgien på Kaukasusbjergenes nordside giver langt mere kompakte og sunde juletræer af Nordmannsgran (Abies nordmanniana) end proveniensen "Ardanuc, Artvin" fra de samme bjerges sydskråninger i det østlige Tyrkiet. Det skyldes nok at klimaet er mere køligt i forhold til breddegraden på en nordside.
Blandt de indførte træarter så er de bedste provenienser som regel de steder, hvor arterne har overlevet istiden i et refugium, da planterne på de steder har større genetisk variation og dermed større tilpasningsevne.
I skovbruget er proveniens-forskning en afgørende vigtig disciplin, da man herved kan udvælge de træer der giver den bedste vækst i det danske klima. F.eks. har et meget anvendt tømmertræ som Rødgran et stort udbredelsesområde fra Nordnorge til Sortehavet, men det er træer fra bestemte delområder i dette store område der giver det bedste udbytte i Danmark. Gruppering af træer efter proveniens i forstbotanikken er uhyre systematisk og grundigt, men giver som regel ikke anledning til nye taksonomiske betegnelser.
Indenfor gartneri-branchen er proveniens-forskning også en vigtig disciplin, da det kan være med til at indføre nye mere hårdføre "sorter" i f.eks. dansk klima som ikke ellers kan trives hos os. Her ser man imidlertid ofte at planter fra en given proveniens betegnes som en ny sort eller såkaldt cultivar, eller de gives et særligt markedsføringsnavn.
Der er dog stor forskel på proveniens-forskningen indenfor disse 2 områder da man i skovbruget har en omdriftstid på adskillige årtier, ofte 40-60 år, mens udskiftning af haveplanter typisk sker med et interval på 3-15 år.

## Eksternt link
- Naturstyrelsen: ’’Valg af frøkilder. Skovtræer og buske’’